# Chorley
Chorley – miasteczko w Lancashire, w dystrykcie Chorley, w północno-zachodniej Anglii. Leży 12,5 km od miasta Preston, 45,5 km od miasta Lancaster i 293,9 km na północny zachód od Londynu. W 2001 roku miasto liczyło 33 424 mieszkańców. Dawny ośrodek górniczy i wydobywczy. W okresie rewolucji przemysłowej Chorley stało się ośrodkiem przetwórstwa bawełny, a później przemysłu zbrojeniowego i motoryzacyjnego.
Znajduje się tam posiadłość ziemska Astley Hall oraz największa w Europie świątynia mormonów – Preston England Temple.

## Miasta partnerskie
- Székesfehérvár